# 본 암스트롱

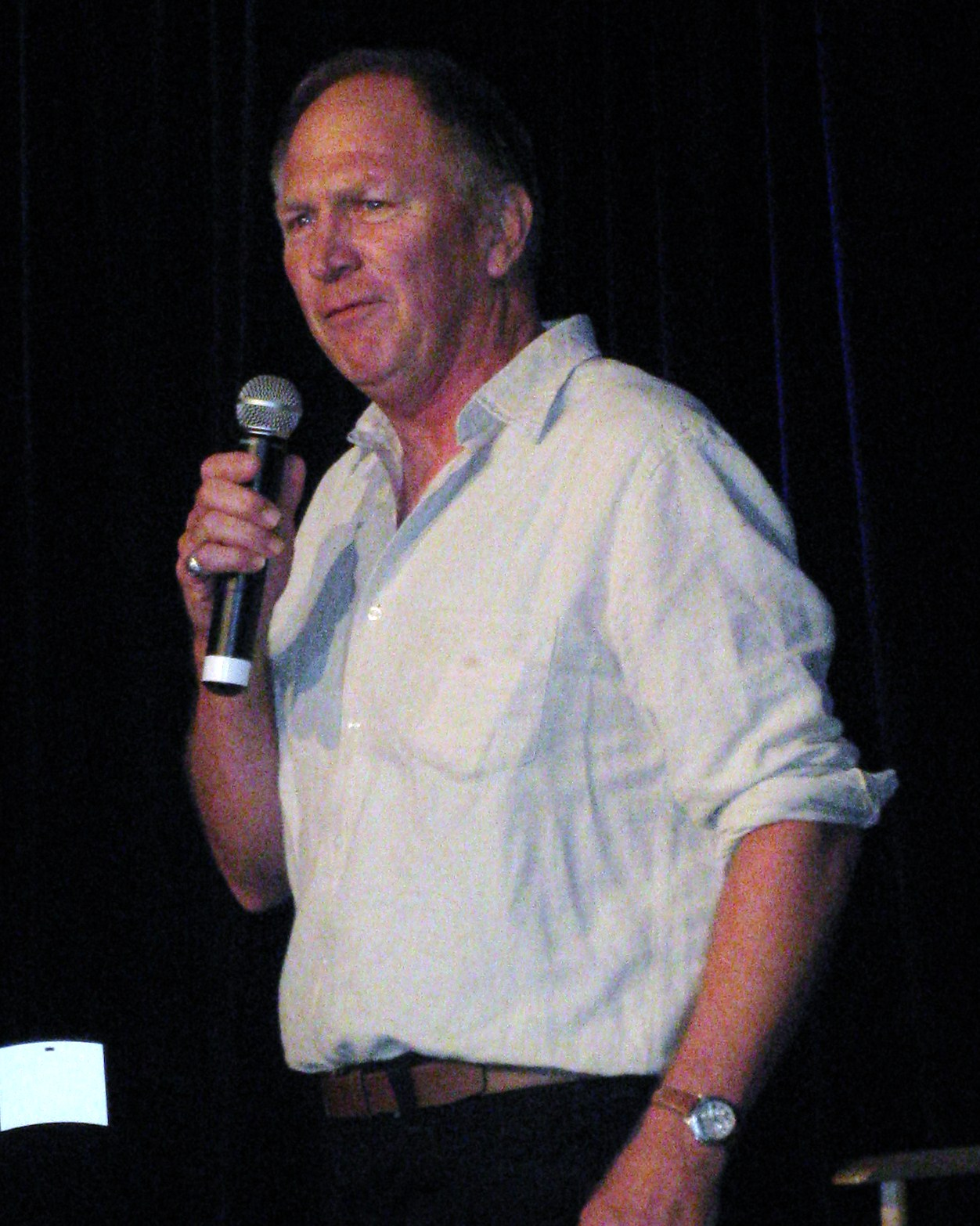

본 암스트롱(Vaughn Armstrong, 1950년 7월 7일 ~ )은 미국의 배우이다.
소노라주에서 태어났다.

## 출연 작품
- 파인딩 아만다 (2008년)
- 에이리언 몬스터 (1998년)
- 네트 (1995년)
- 긴급 명령 (1994년)
- 특명 작전 (1991년)
- 사막의 폭행자 (1989, High Desert Kill)
- 필라델피아 특명 (1984년)
- 블랙힐의 황금 (1982년)

### 텔레비전
- 사인필드 (1990년)
- 베이사이드 얄개들 (1989년)
- 치어스 (1982년)
- 달리는 사이먼 (1981년)
- 우리 생애 나날들 (1965년)